# Katavóthra
Katavóthra är en ort i Grekland.   Den ligger i prefekturen Thesprotia och regionen Epirus, i den västra delen av landet, 300 km nordväst om huvudstaden Aten. Katavóthra ligger 116 meter över havet och antalet invånare är 291.
Terrängen runt Katavóthra är huvudsakligen kuperad. Katavóthra ligger nere i en dal. Runt Katavóthra är det glesbefolkat, med 16 invånare per kvadratkilometer. Närmaste större samhälle är Agiá, 6,7 km sydväst om Katavóthra. 